# Mame (film, 1974)
Pour les articles homonymes, voir Mame.
Pour plus de détails, voir Fiche technique et Distribution.
Mame est un film musical américain de Gene Saks sorti en 1974. Il est adapté de la comédie musicale homonyme de Jerome Lawrence et Robert E. Lee, lyrics et musique de Jerry Herman, créée en 1966 au Winter Garden Theatre de Broadway.
Malgré un énorme budget et des décors et costumes somptueux, le film fut un échec critique et commercial.

## Fiche technique
Source : IMDb, sauf mention contraire
- Titre original : Mame
- Titre français : Mame
- Réalisation : Gene Saks
- Scénario : la comédie musicale homonyme de Jerome Lawrence et Robert E. Lee, elle-même adaptée du livre de Patrick Dennis Auntie Mame.
- Direction artistique : Harold Michelson
- Décors : Robert F. Boyle, Marvin March
- Costumes : Theadora Van Runkle
- Photographie : Philip H. Lathrop
- Montage : Maury Winetrobe
- Musique : Jerry Herman
- Production : James Cresson et Robert Fryer
- Pays d'origine : États-Unis
- Langue : anglais
- Budget : $12 000 000 (estimation)
- Format : Couleur - 35 mm- 2,35:1  - Son stéréo
- Genre : Film musical et comédie
- Durée : 132 minutes
- Dates de sortie : 
  -  États-Unis : 7 mars 1974
  -  France : 3 juillet 1974
- Affiche : Bill Gold (États-Unis)

## Distribution
- Lucille Ball : Mame Dennis
- Beatrice Arthur : Vera Charles
- Patrick Labyorteaux : Peter Dennis
- Robert Preston : Beauregard Jackson Pickett Burnside
- Jane Connell : Agnes Gooch
- Bruce Davison : Patrick Sr.
- Kirby Furlong : Patrick Jr.
- Joyce Van Patten	: Sally Cato
- Doria Cook-Nelson : Gloria Upson
- Don Porter : M. Upson
- Audrey Christie : Mme Upson
- John McGiver : M. Babcock
- Bobbi Jordan : Pegeen
- Lucille Benson : 	la mère Burnside
- Ruth McDevitt : la cousine Fan
- Burt Mustin : l'oncle Jeff
- James Brodhead : le chef de rayon
- Leonard Stone : le régisseur
- Roger Price : Ralph Divine
- John Wheeler : Juge Bregoff
- Ned Wertimer : Fred Kates
- Alice Nunn (en) : la grosse dame
- Jerry Ayres : Bunny
- Michele Nichols : Midge
- Eric Gordon : Boyd
- Barbara Bosson : 	Emily
- George Chiang : 	Ito
- Sandahl Bergman : une danseuse (non créditée)

## Chansons du film
1. "Main Title Including St. Bridget" - Agnes, Orchestre
2. "It's Today" - Mame, Orchestre
3. "Open a New Window" - Mame, jeune Patrick
4. "The Man in the Moon" - Vera, Chœur
5. "My Best Girl" - Mame, jeune Patrick
6. "We Need a Little Christmas" - Mame, Agnes, Ito, jeune Patrick
7. "Mame" - Beau, Chorus
8. "Loving You" - Beau
9. "The Letter" - jeune Patrick, Patrick adulte
10. "Bosom Buddies" - Mame, Vera
11. "Gooch's Song" - Agnes
12. "If He Walked Into My Life" - Mame
13. "It's Today" (reprise) - Mame
14. "Open a New Window" (reprise) - Mame, Patrick adulte
15. "Finale (Open a New Window/Mame)" - Mame, Chœur

## Distinctions
Golden Globes 1975 : Nominations aux Golden Globes de la Meilleure actrice dans un film musical ou une comédie pour Lucille Ball et de la Meilleure actrice dans un second rôle pour Beatrice Arthur.

## Production
Alors que c'est Angela Lansbury qui créa l’œuvre à Broadway où elle la joua plus de 1500 fois en quatre ans, Lucille Ball fut choisie par Warner Bros. pour incarner le rôle à l'écran alors qu'elle n'était pas chanteuse. Seules Beatrice Arthur et Jane Connell appartiennent à la distribution originale.
Côté réalisation, George Cukor fut un temps envisagé mais dut renoncer en raison du report du tournage. Il fut remplacé par Gene Saks, metteur en scène du spectacle à Broadway et qui était marié à l'époque à Beatrice Arthur.

## Autour du film
Le livre  de Patrick Dennis avait déjà fait l'objet d'une adaptation non musicale au cinéma en 1958 par Morton DaCosta, Ma tante (Auntie Mame),  basée sur la pièce homonyme de Jerome Lawrence et Robert E. Lee créée en 1956 par Rosalind Russell.